# Маринченко Євгенія Олександрівна
Мари́нченко Євге́нія Олекса́ндрівна (28 лютого [12 березня] 1916, Петроград, Російська імперія — 15 червня 1999, Київ, Україна) — український радянський архітектор. Народний архітектор України (1997), лауреат Шевченківської премії 1971 року за створення проєкту Палацу культури «Україна». Дочка архітектора Олександра Маринченка.

## Біографія
Народилася 28 лютого (12 березня) 1916 року в сім'ї архітекторів.
Дід з боку матері — Толстой Євгеній Олексійович, інженер—архітектор, обіймав посаду завідувача Київським імператорським палацом (Маріїнський палац). Мав трьох доньок. Задля належного виховання дітей Євгеній Олексійович додатково працював у кредитному товаристві, Земельному банку, Фундуклеївській гімназії та в Інституті шляхетних дівчат.
Одна з доньок побралася з архітектором-художником Олександром Маринченком. Свою першу доньку творче сімейство назвало на честь діда — Євгенією.
Молоде подружжя закінчило Київське художнє училище (архітектурне відділення). Батько, Олександр Іванович, продовжив навчання в Київському художньому інституті, став знаним у Києві архітектором, викладачем, автором книг з архітектури, захистив вчену ступінь кандидата наук архітектури.
| | Я отримала в сім'ї архітектурне виховання, яке так само необхідне людині, як художнє і музичне, адже все наше життя постійно оточене архітектурою, яку потрібно навчитися бачити. Вже в ранньому віці я навчилася розуміти зодчество як високе мистецтво, відчувати красу пропорцій, форм та об'ємів. Поряд з любов'ю до природи все життя в моїй душі живе любов до мистецтва архітектури. |
| — Євгенія Маринченко, Архів Є. О. Маринченко, к. № 1, п. № 1 // Національний заповідник «Софія Київська». | |

У школі вподобала уроки малювання. Незмінний художник у редколегії шкільної стінгазети (так само у технікумі, інституті). Удома часто малювала аквареллю. Особливо захоплювалася пленерним живописом.
1931 року закінчує семирічку і поступає до архітектурного факультету будівельного технікуму.
З 1934 року працює на будівництві, зарекомендовує себе як здібний відповідальний керівник. В одній з архітектурно-проєктних майстерень працює помічником архітектора.
Протягом 1935–1941 років навчається в Київському інженерно-будівельному інституті у відомих архітекторів Олександра Вербицького та Петра Юрченка. Захищає дипломну роботу за темою «Палац культури заводу Арсенал в Києві».
З 1943 року працює в Києві на відновленні та реконструкції зруйнованих війною будівель: Київського університету, Маріїнського палацу, будівлі колишнього банку на Хрещатику, актової зали КПІ.
З 1945 року — у проєктному інституті «Діпроцивільпромбуд».
Перше помітне і значуще втілення творчості Євгенії Олександрівни — проєкт комплексу водолікувального санаторію в Пущі-Водиці, що на той час знаходився за межами Києва. Генеральний план лікувального комплексу розроблений 1946 року. Подальше проєктування і будівництво велося впродовж майже 20 років.
За проєктування і участь у будівництві санаторію «30 років Радянської України» Євгенія Маринченко нагороджена премією та почесною грамотою на республіканському конкурсі за найкращі побудовані об'єкти цивільного будівництва в 1949 році.
Первісне ядро санаторію, що в 1990-х роках отримав назву «Пуща-Озерна», є пам'яткою архітектури першого повоєнного десятиріччя XX століття.

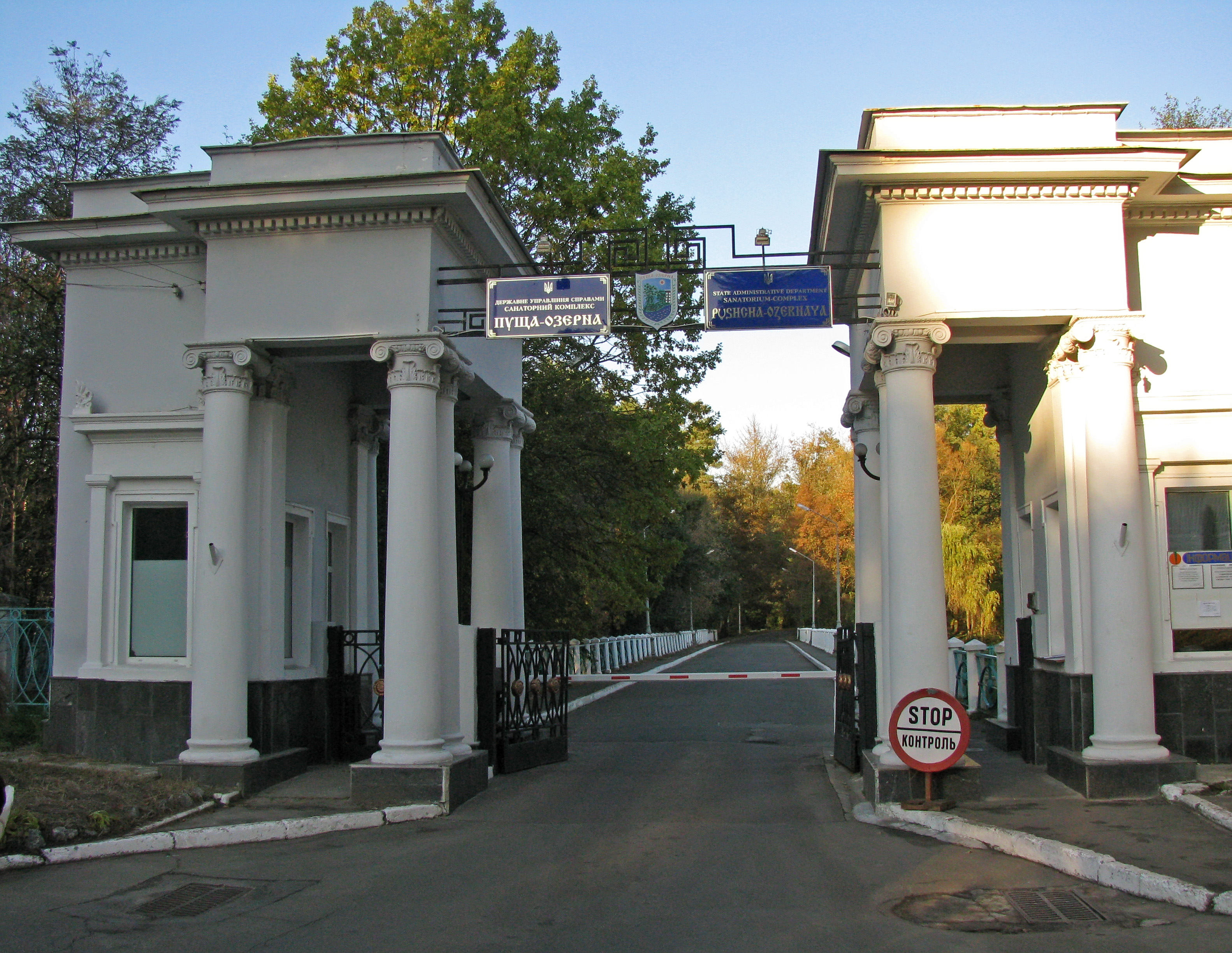
Пропілеї, 1948
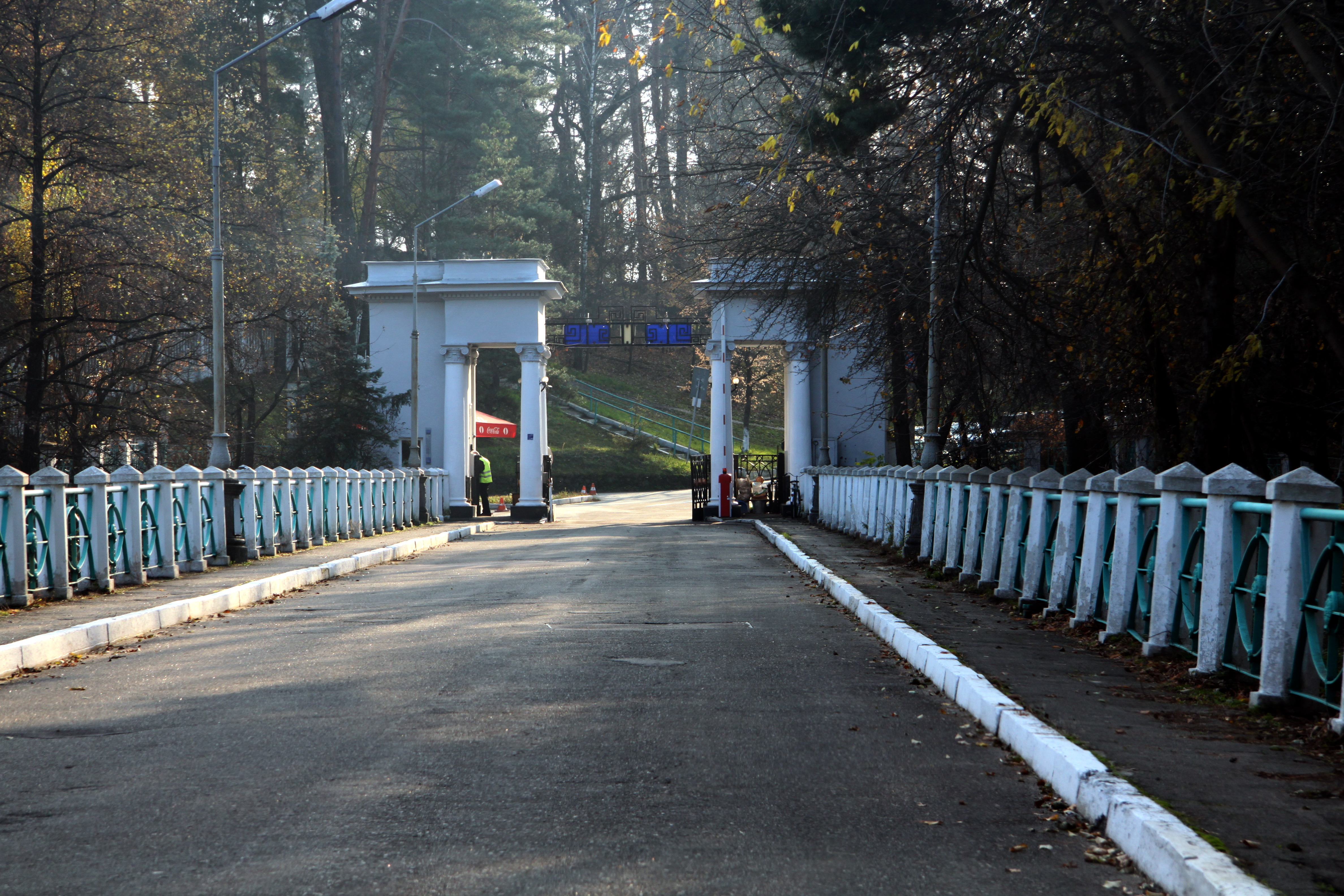
Пропілеї (вигляд з боку санаторію)
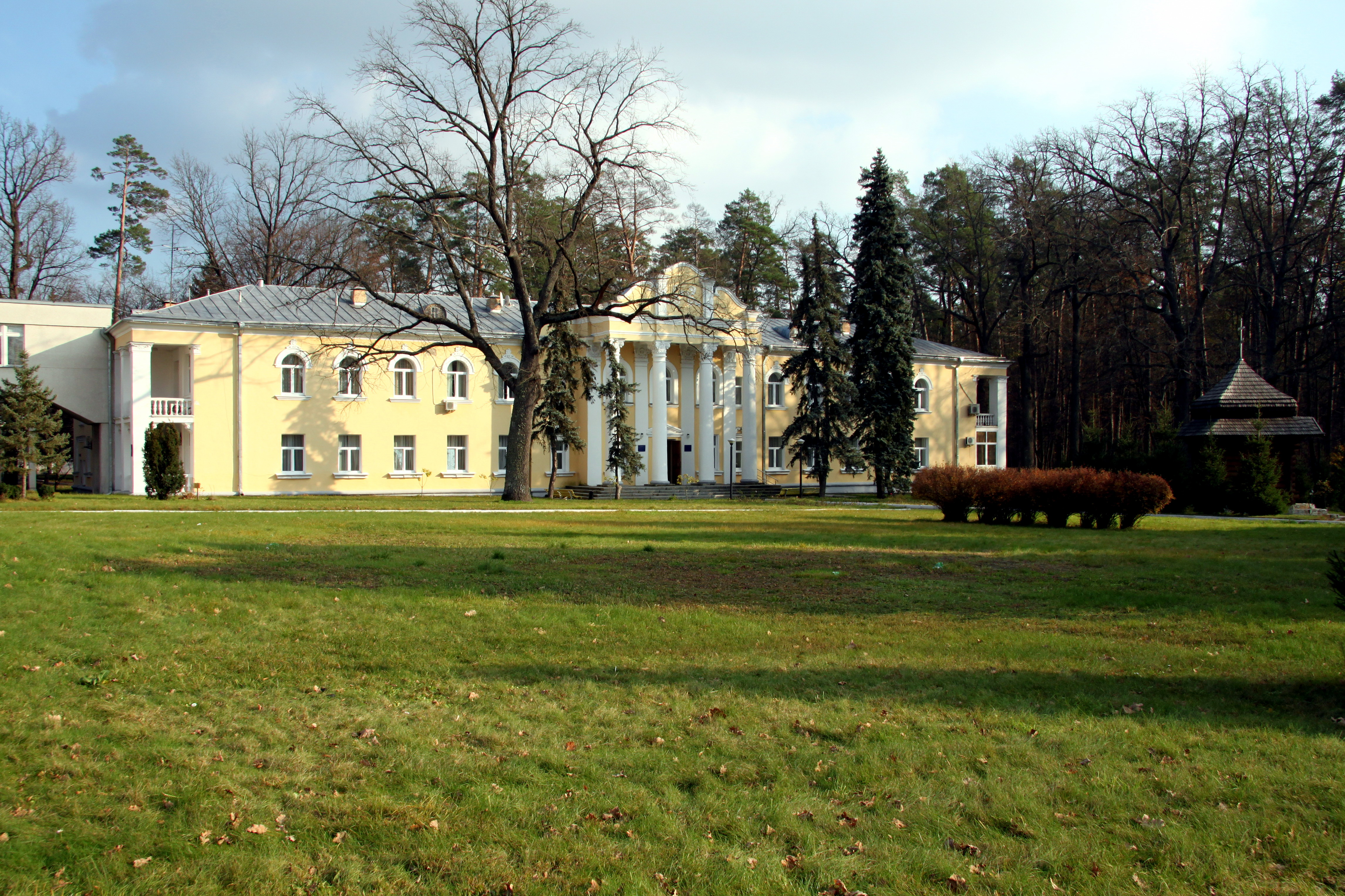
Лікувально — приймальний корпус (водолікарня) 1948–1949
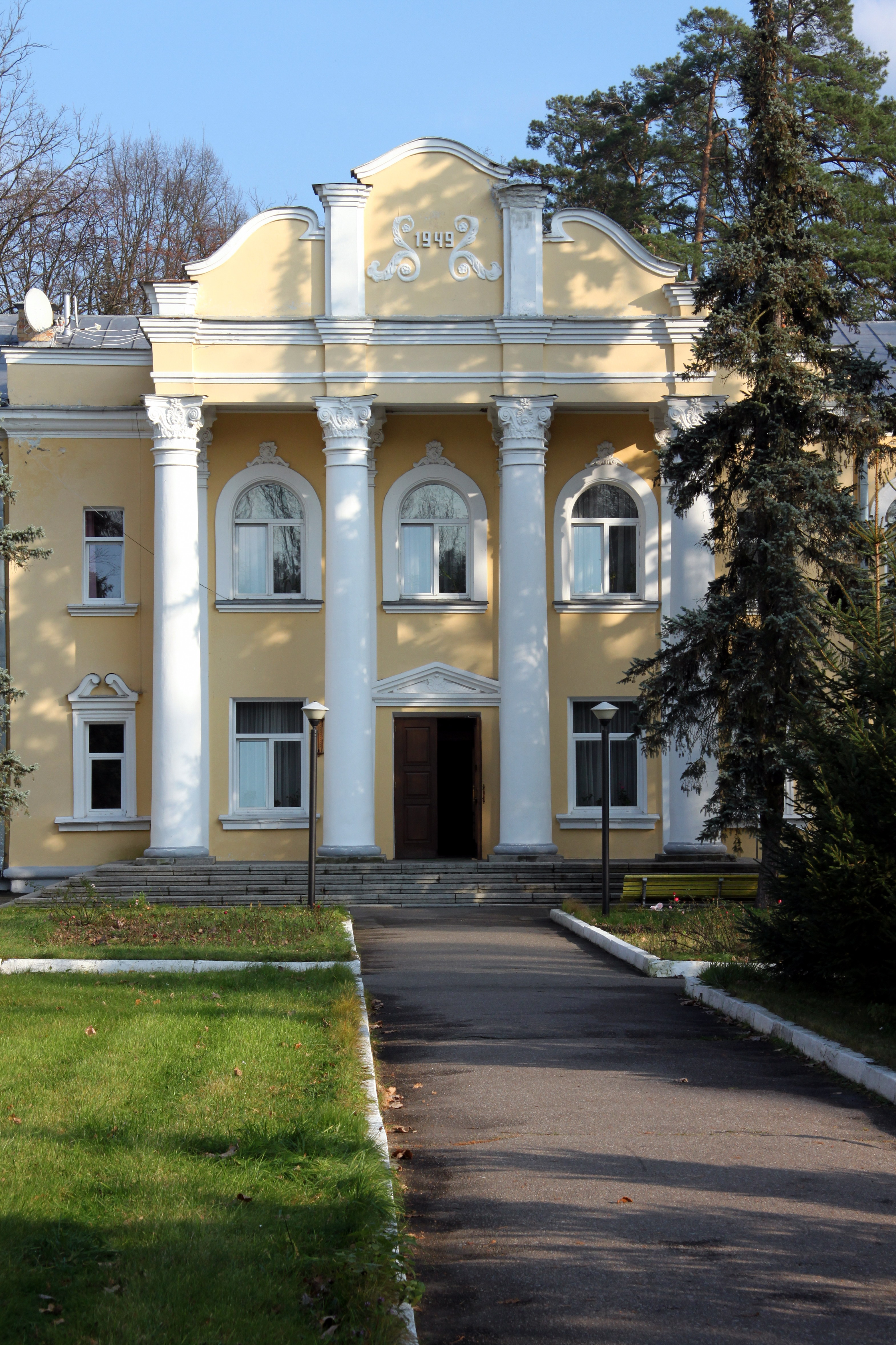
Водолікарня (центральний вхід)
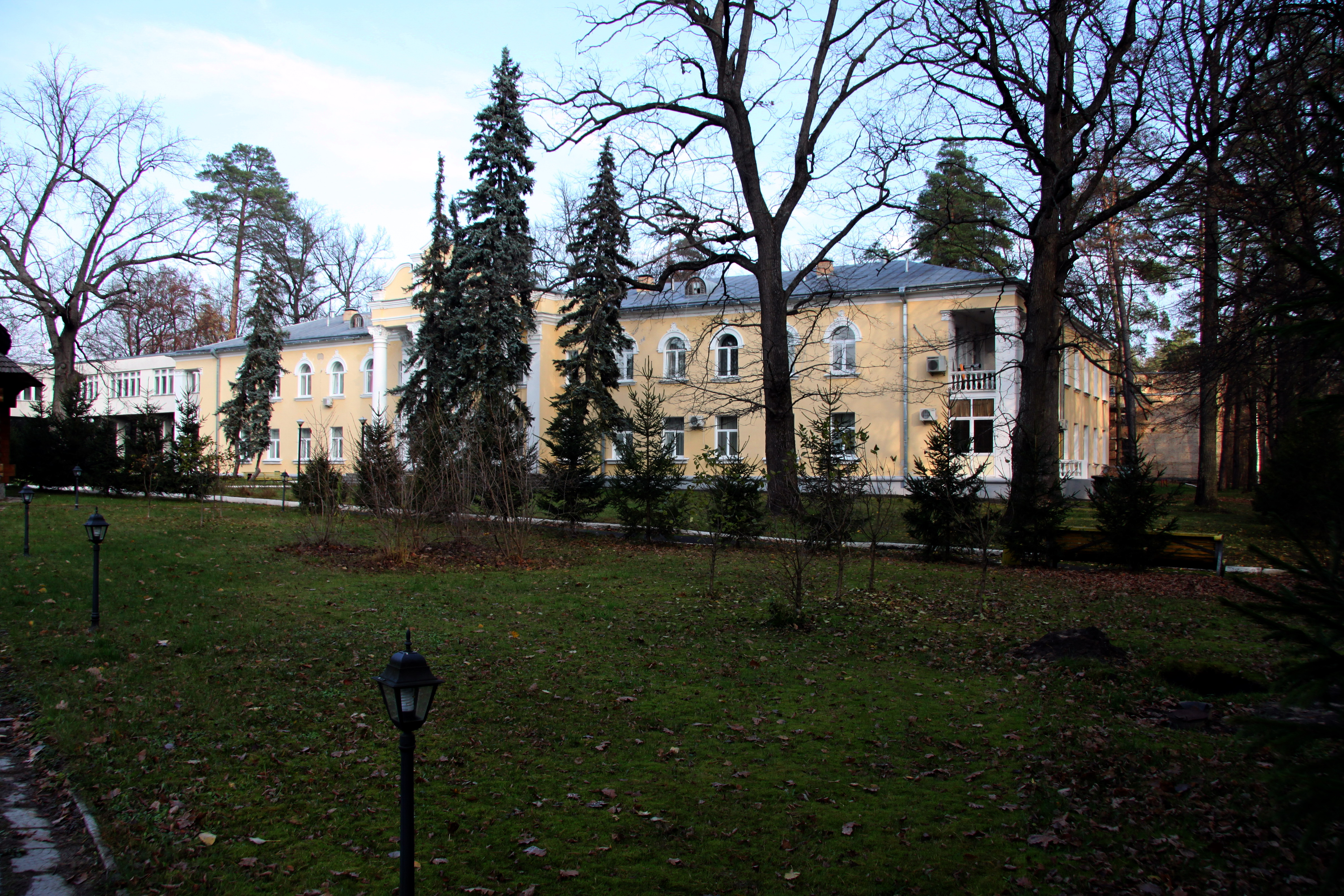
Водолікарня (правий фланг фасаду)
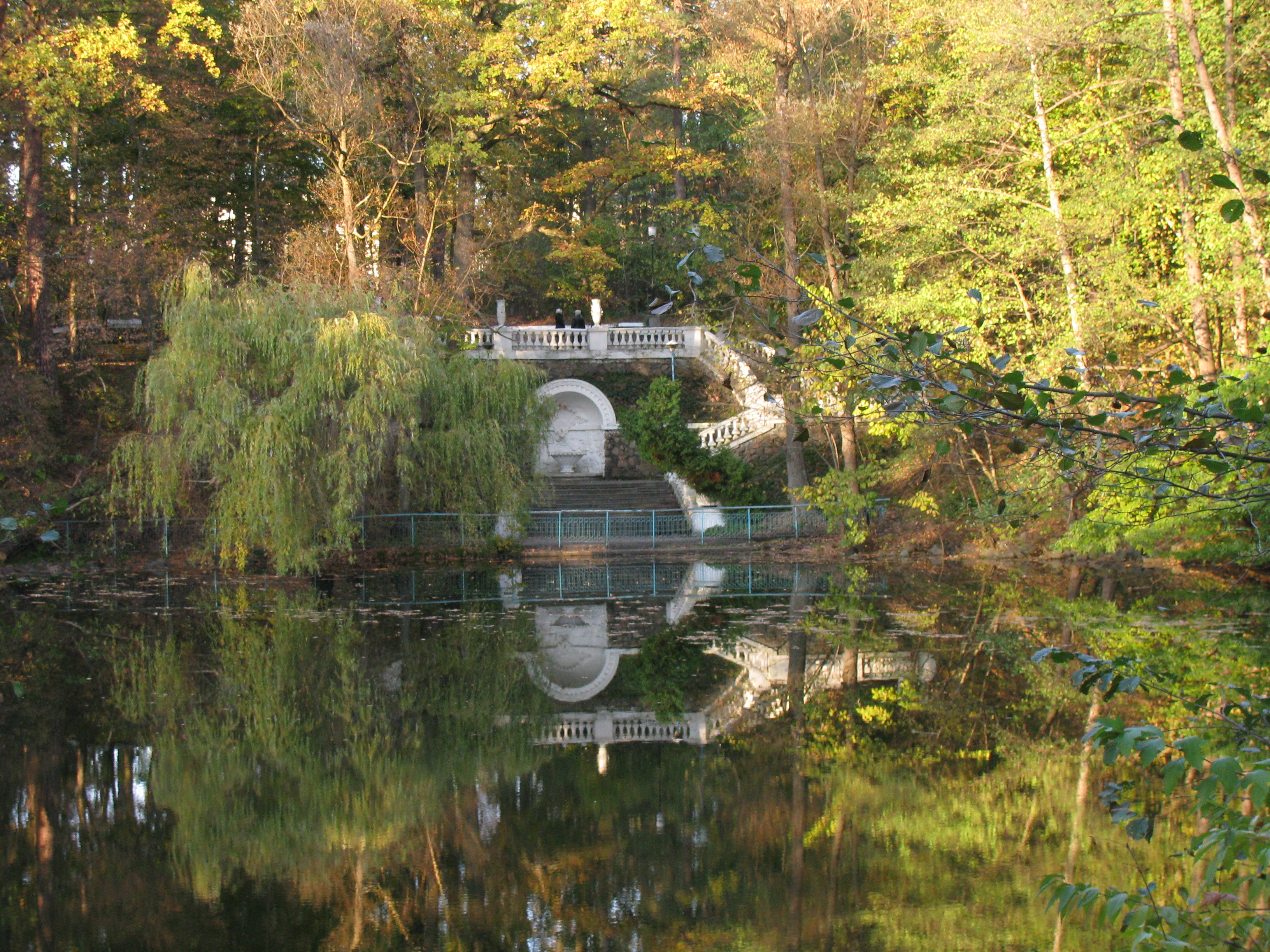
Куточок садово-паркового ансамблю

Одночасно з роботою над комплексом санаторію, створила понад 70 проєктів споруд різного цільового призначення:
- будинки у Києві по вул. Нагірній, Золотоустівській, Бастіонній, Михайла Бойчука, Повітрофлотському проспекті;
- нові квартали в Одесі, Херсоні, Харкові;
- житловий масив Новобіличі в Києві;
- селище Південно-Українського каналу біля села Новокиївка;
- клуби, будинки відпочинку, їдальні, кінотеатри.

Понад 30 проєктів було реалізовано.

Палац «Україна»

З початку 1960-х років у творчому колективі працює над окрасою своєї біографії зодчого — проєктом і будівництвом Кіноконцертного залу (Національний палац «Україна»).
За будівництво Палацу «Україна» Євгенії Маринченко присвоєно почесне звання «заслужений архітектор УРСР», за створення проєкту Палацу «Україна» — Державну премію УРСР ім. Т. Г. Шевченка (1971).
Національний палац «Україна» отримав статус пам'ятки архітектури 1970-х рр..
У 1971–1973 роках виконала декілька проєктів.
1973 року (лютий—березень) з групою спеціалістів відряджена до Іраку, де виконала проєктні начерки зі створення Палацу культури в Багдаді.
1975 року за її авторства трьома мовами (українською, російською, англійською) вийшло перше видання книги «Палац культури „Україна“ в Києві» (друге — 1979 року).
У Києві з 1980 і до кінця життя мешкала за адресою: вул. Мала Житомирська, 10.
Наприкінці життя активно співпрацювала з Українським товариством охорони пам'яток історії та культури.
Померла 15 червня 1999 року.

## Основні споруди
- комплекс будівель і садово-парковий ансамбль санаторію «Пуща-Озерна» (1946—1973);
- Національний палац мистецтв «Україна» (1965—1970);
- житлові квартали в Одесі та Херсоні (1951—1954);
- житлові та громадські будинки в Києві (1955—1972);
- житлові квартали в Миколаєві.

## Відзнаки і нагороди
- Ордени Трудового Червоного Прапора (1971), «Знак Пошани» (1966).
- Почесні звання заслужений архітектор УРСР (1970) — за будівництво Палацу «Україна», народний архітектор України (1997) — за вагомі досягнення у праці, високу професійну майстерність[4].
- Державна премія УРСР ім. Т. Г. Шевченка (1971) — за створення проєкту Палацу «Україна» (у співавторстві).
- Медалі, премії, грамоти